# بوژانووچی
بوژانوویچی ( سیریلیک صربی: Божановићи) روستایی است در شهرداری کالینوویک ، جمهوری صرب بوسنی ، بوسنی و هرزگوین . این شهر در شمال غربی شهر کالینوویک قرار دارد. در سال ۱۹۹۱ جمعیت آن ۶۶ نفر بوده است.

## تاریخچه
در طول جنگ جهانی دوم، بوژانوویچی بخشی از کشور مستقل کرواسی بود.

## جغرافیا
بوژانوویچی در شمال غربی شهر کالینوویک واقع شده است.

## افراد سرشناس
راتکو ملادیچ ، ژنرال صرب بوسنی و جنایتکار جنگی که توسط دادگاه بین المللی لاهه به جرم نسل کشی در بوسنی محکوم شده بود در بوژانویچی متولد شده است.